# Copa do Mundo de Clubes da FIFA de 2016
A Copa do Mundo de Clubes da FIFA de 2016 foi a 13.ª edição do mundial de clubes da Federação Internacional de Futebol (FIFA), sendo disputada entre os dias 8 e 18 de dezembro de 2016 no Japão.
O Real Madrid, da Espanha, conquistou seu quinto título de âmbito mundial, o segundo mundial da FIFA, depois da vitória na final por 4–2 sobre o clube local Kashima Antlers, após a prorrogação. Anteriormente o clube conquistou três edições da Copa Intercontinental em 1960, 1998 e 2002 e uma Copa do Mundo de Clubes da FIFA em 2014.

## Escolha da sede
O processo de candidatura para os torneios de 2015 e 2016, bem como as edições de 2017 e 2018, iniciaram-se em fevereiro de 2014. As associações interessadas em sediar os torneios tiveram que apresentar uma declaração de interesse até 30 de março de 2014 e fornecer os projetos até 25 de agosto de 2014. O Comitê Executivo da FIFA selecionaria o anfitrião em sua reunião em Marrocos, em dezembro de 2014. No entanto, a decisão da sede foi feita apenas em 2015.
Os seguintes países demonstraram interesse em sediar os torneios de 2015 e 2016:
- Índia
- Japão

Com a desistência indiana em novembro de 2014, o Japão foi oficialmente escolhido em 23 de abril de 2015 para sediar as edições de 2015 e 2016.

## Equipes classificadas
| Confederação                                         | Equipe                          | Classificação                                       | Participação                                  |
| Disputa a partir das semifinais                      | Disputa a partir das semifinais | Disputa a partir das semifinais                     | Disputa a partir das semifinais               |
| ---------------------------------------------------- | ------------------------------- | --------------------------------------------------- | --------------------------------------------- |
| CONMEBOL                                             | Atlético Nacional               | Campeão da Copa Libertadores da América de 2016     | 1ª                                            |
| UEFA                                                 | Real Madrid                     | Campeão da Liga dos Campeões da UEFA de 2015–16     | 3ª (2000, 2014)                               |
| Disputa a partir das quartas de finais               |                                 |                                                     |                                               |
| AFC                                                  | Jeonbuk Hyundai Motors          | Campeão da Liga dos Campeões da AFC de 2016         | 2ª (2006)                                     |
| CAF                                                  | Mamelodi Sundowns               | Campeão da Liga dos Campeões da CAF de 2016         | 1ª                                            |
| CONCACAF                                             | América                         | Campeão da Liga dos Campeões da CONCACAF de 2015–16 | 3ª (2006, 2015)                               |
| Disputa a partir do playoff para as quartas de final |                                 |                                                     |                                               |
| OFC                                                  | Auckland City                   | Campeão da Liga dos Campeões da OFC de 2016         | 8ª (2006, 2009, 2011, 2012, 2013, 2014, 2015) |
| País-sede                                            | Kashima Antlers                 | Campeão da J-League de 2016                         | 1ª                                            |

## Arbitragem
Lista dos árbitros e assistentes que foram nomeados para o torneio:
| Árbitros                                                   | Assistentes               | Assistentes        |
| África                                                     | África                    | África             |
| ---------------------------------------------------------- | ------------------------- | ------------------ |
| ZAM Janny Sikazwe GAM Bakary Gassama •                     | ANG Jerson dos Santos     | KEN Marwa Range    |
| Ásia                                                       |                           |                    |
| BHR Nawaf Shukralla UZB Ravshan Irmatov •                  | BHR Yaser Abdulla Tulefat | QAT Taleb Al Marri |
| Europa                                                     |                           |                    |
| HUN Viktor Kassai SVN Damir Skomina • NED Danny Makkelie • | HUN György Ring           | HUN Vencel Tóth    |
| América do Norte, Central e Caribe                         |                           |                    |
| MEX Roberto García USA Mark Geiger •                       | MEX José Luis Camargo     | MEX Alberto Morín  |
| Oceania                                                    |                           |                    |
| TAH Abdelkader Zitouni NZL Nicholas Waldron •              | TAH Philippe Revel        |                    |
| América do Sul                                             |                           |                    |
| PAR Enrique Cáceres URU Andrés Cunha •                     | PAR Eduardo Cardozo       | PAR Juan Zorrilla  |

• Árbitro de vídeo

### Árbitro de vídeo
Pela primeira vez em uma competição da FIFA, foi utilizado os árbitros de vídeos para auxiliar os árbitros de campo durante todas as partidas. Ainda em fase experimental, um árbitro ficou dentro do centro de transmissões com imagens de todos os lances do jogo e informou ao árbitro principal, que continuou com a decisão final. Dentre os lances que poderiam ser analisados estavam a linha de gol, pênaltis e cartões.
A primeira partida que houve a utilização do recurso foi na semifinal entre Atlético Nacional, da Colômbia e Kashima Antlers, do Japão, aos 29 minutos do primeiro tempo. No lance, o árbitro húngaro Viktor Kassai marcou pênalti para a equipe japonesa após consulta ao vídeo.

## Sedes
Em 9 de junho de 2016, o Estádio de Futebol da Cidade de Suita, em Suita, na província de Osaka, e o Estádio Internacional de Yokohama, em Yokohama, foram anunciadas as duas sedes do torneio.
| Osaka                                 | Osaka YokohamaCopa do Mundo de Clubes da FIFA de 2016 (Japão) | Yokohama                          |
| ------------------------------------- | ------------------------------------------------------------- | --------------------------------- |
| Estádio de Futebol da Cidade de Suita | Osaka YokohamaCopa do Mundo de Clubes da FIFA de 2016 (Japão) | Estádio Internacional de Yokohama |
| 34° 48′ 41,04″ N, 135° 32′ 27,24″ L   | Osaka YokohamaCopa do Mundo de Clubes da FIFA de 2016 (Japão) | 35° 30′ 35″ N, 139° 36′ 20″ L     |
| Capacidade: 39 694                    | Osaka YokohamaCopa do Mundo de Clubes da FIFA de 2016 (Japão) | Capacidade: 72 327                |
|                                       | Osaka YokohamaCopa do Mundo de Clubes da FIFA de 2016 (Japão) |                                   |

## Elencos
Cada time deve enviar uma lista com 23 jogadores, sendo que três obrigatoriamente precisam ser goleiros.

## Partidas
|  |                           |                        |                           |                        |                        |                        |                |                |            |            |  |  |                           |                           |
|  | Play-off                  | Play-off               |                           |                        | Quartas de final       | Quartas de final       |                |                | Semifinais | Semifinais |  |  | Final                     | Final                     |
|  | 8 de dezembro – Yokohama  |                        |                           |                        |                        |                        |                |                |            |            |  |  |                           |                           |
|  | Kashima Antlers           | 2                      |                           |                        | 11 de dezembro – Osaka | 11 de dezembro – Osaka |                |                |            |            |  |  |                           |                           |
|  | Kashima Antlers           | 2                      |                           |                        | 11 de dezembro – Osaka | 11 de dezembro – Osaka |                |                |            |            |  |  |                           |                           |
|  | Auckland City             | 1                      |                           |                        | Mamelodi Sundowns      | 0                      |                |                |            |            |  |  |                           |                           |
|  | Auckland City             | 1                      | 14 de dezembro – Osaka    |                        | Mamelodi Sundowns      | 0                      |                |                |            |            |  |  |                           |                           |
|  |                           |                        |                           |                        | Kashima Antlers        | 2                      |                |                |            |            |  |  |                           |                           |
|  | Atlético Nacional         | 0                      |                           |                        | Kashima Antlers        | 2                      |                |                |            |            |  |  |                           |                           |
|  | Atlético Nacional         | 0                      |                           |                        |                        |                        |                |                |            |            |  |  |                           |                           |
|  |                           |                        | Kashima Antlers           | 3                      |                        |                        |                |                |            |            |  |  |                           |                           |
|  |                           |                        | Kashima Antlers           | 3                      |                        |                        |                |                |            |            |  |  |                           |                           |
|  |                           |                        | 18 de dezembro – Yokohama |                        |                        |                        |                |                |            |            |  |  |                           |                           |
|  |                           |                        |                           |                        |                        |                        |                |                |            |            |  |  |                           |                           |
|  | Kashima Antlers           | 2                      |                           |                        |                        |                        |                |                |            |            |  |  |                           |                           |
|  | Kashima Antlers           | 2                      | 11 de dezembro – Osaka    |                        |                        |                        |                |                |            |            |  |  |                           |                           |
|  |                           | Real Madrid (pro)      | 4                         |                        |                        |                        |                |                |            |            |  |  |                           |                           |
|  |                           |                        | 4                         | Jeonbuk Hyundai Motors | 1                      |                        |                |                |            |            |  |  |                           |                           |
|  | 15 de dezembro – Yokohama |                        |                           | Jeonbuk Hyundai Motors | 1                      |                        |                |                |            |            |  |  |                           |                           |
|  |                           | América                | 2                         |                        |                        |                        |                |                |            |            |  |  |                           |                           |
|  | América                   | América                | 2                         | 0                      |                        |                        |                |                |            |            |  |  |                           |                           |
|  | América                   | Quinto lugar           | Quinto lugar              | 0                      |                        |                        | Terceiro lugar | Terceiro lugar |            |            |  |  |                           |                           |
|  |                           | Quinto lugar           | Quinto lugar              |                        | Real Madrid            | 2                      | Terceiro lugar | Terceiro lugar |            |            |  |  |                           |                           |
|  | Jeonbuk Hyundai Motors    | 4                      | Atlético Nacional (pen)   | 2 (4)                  | Real Madrid            | 2                      |                |                |            |            |  |  |                           |                           |
|  | Jeonbuk Hyundai Motors    | 4                      | Atlético Nacional (pen)   | 2 (4)                  |                        |                        |                |                |            |            |  |  |                           |                           |
|  | Mamelodi Sundowns         | 1                      | América                   | 2 (3)                  |                        |                        |                |                |            |            |  |  |                           |                           |
|  | Mamelodi Sundowns         | 1                      | América                   | 2 (3)                  |                        |                        |                |                |            |            |  |  |                           |                           |
|  | 14 de dezembro – Osaka    | 14 de dezembro – Osaka |                           |                        |                        |                        |                |                |            |            |  |  | 18 de dezembro – Yokohama | 18 de dezembro – Yokohama |

Todas as partidas seguem o fuso horário local (UTC+9).

### Play-off
| 8 de dezembro | Kashima Antlers            | 2 – 1     | Auckland City    | Estádio Internacional, Yokohama            |
| 19:30         | Akasaki 67' · Kanazaki 88' | Relatório | Kim Dae-wook 50' | Público: 17 667 Árbitro: ZAM Janny Sikazwe |

| K. Antlers | Auckland City |

### Quartas de final
Um sorteio foi realizado em 21 de setembro de 2016 para determinar as posições das três equipes que entram nesta fase.
| 11 de dezembro | Jeonbuk Hyundai Motors | 1 – 2     | América         | Estádio de Futebol da Cidade de Suita, Osaka |
| 16:00          | Kim Bo-kyung 23'       | Relatório | Romero 58', 74' | Público: 14 587 Árbitro: HUN Viktor Kassai   |

| Jeonbuk | América |

| 11 de dezembro | Mamelodi Sundowns | 0 – 2     | Kashima Antlers         | Estádio de Futebol da Cidade de Suita, Osaka |
| 19:30          |                   | Relatório | Endo 63' · Kanazaki 88' | Público: 21 702 Árbitro: MEX Roberto García  |

| M. Sundowns | K. Antlers |

### Disputa pelo quinto lugar
| 14 de dezembro | Jeonbuk Hyundai Motors                                                                 | 4 – 1     | Mamelodi Sundowns | Estádio de Futebol da Cidade de Suita, Osaka |
| 16:30          | Kim Bo-kyung 18' · Lee Jong-ho 29' · Ricardo Nascimento 41' (g.c.) · Kim Shin-wook 89' | Relatório | Tau 48'           | Público: 5 938 Árbitro: BHR Nawaf Shukralla  |

| Jeonbuk | M. Sundowns |

### Semifinais
| 14 de dezembro | Atlético Nacional | 0 – 3     | Kashima Antlers                       | Estádio de Futebol da Cidade de Suita, Osaka |
| 19:30          |                   | Relatório | Doi 33' (pen) · Endo 83' · Suzuki 85' | Público: 15 050 Árbitro: HUN Viktor Kassai   |

| Atl. Nacional | K. Antlers |

| 15 de dezembro | América | 0 – 2     | Real Madrid                             | Estádio Internacional, Yokohama              |
| 19:30          |         | Relatório | Benzema 45+2' · Cristiano Ronaldo 90+3' | Público: 50 117 Árbitro: PAR Enrique Cáceres |

| América | Real Madrid |

### Disputa pelo terceiro lugar
| 18 de dezembro | América                        | 2 – 2     | Atlético Nacional              | Estádio Internacional, Yokohama              |
| 16:00          | Arroyo 38' · Peralta 66' (pen) | Relatório | Samudio 6' (g.c.) · Guerra 26' | Público: 44 625 Árbitro: BHR Nawaf Shukralla |

|                                          |       | Penalidades                           |  |
| Martínez Samudio Quintero Peralta Arroyo | 3 – 4 | Mosquera Nieto Bocanegra Torres Borja |  |

| América | Atl. Nacional |

### Final
| 18 de dezembro | Real Madrid                                         | 4 – 2 (pro) | Kashima Antlers    | Estádio Internacional, Yokohama            |
| 19:30          | Benzema 9' · Cristiano Ronaldo 60' (pen), 98', 104' | Relatório   | Shibasaki 44', 52' | Público: 68 742 Árbitro: ZAM Janny Sikazwe |

| Real Madrid | K. Antlers |

## Premiação
| Copa do Mundo de Clubes da FIFA de 2016 |
| Espanha                                 |
| --------------------------------------- |
| Real Madrid Campeão (2º título)         |

Fair Play
| Fair play | Kashima Antlers |

### Individuais
| Bola de Ouro                    | Bola de Prata             | Bola de Bronze                   |
| ------------------------------- | ------------------------- | -------------------------------- |
| Cristiano Ronaldo (Real Madrid) | Luka Modrić (Real Madrid) | Gaku Shibasaki (Kashima Antlers) |

Fonte:

## Classificação final
Para estatísticas, partidas decididas na prorrogação são consideradas como vitória e derrota e partidas decididas nos pênaltis são contadas como empate.
| Pos. | Times                  | P | J | V | E | D | GP | GC | SG |
| ---- | ---------------------- | - | - | - | - | - | -- | -- | -- |
| 1    | Real Madrid            | 6 | 2 | 2 | 0 | 0 | 6  | 2  | +4 |
| 2    | Kashima Antlers        | 9 | 4 | 3 | 0 | 1 | 9  | 5  | +4 |
| 3    | Atlético Nacional      | 1 | 2 | 0 | 1 | 1 | 2  | 5  | –3 |
| 4    | América                | 4 | 3 | 1 | 1 | 1 | 4  | 5  | –1 |
| 5    | Jeonbuk Hyundai Motors | 3 | 2 | 1 | 0 | 1 | 5  | 3  | +2 |
| 6    | Mamelodi Sundowns      | 0 | 2 | 0 | 0 | 2 | 1  | 6  | –5 |
| 7    | Auckland City          | 0 | 1 | 0 | 0 | 1 | 1  | 2  | –1 |

## Estatísticas
| 4 gols (1) - Cristiano Ronaldo (Real Madrid) 2 gols (6) - Gaku Shibasaki (Kashima Antlers) - Karim Benzema (Real Madrid) - Kim Bo-kyung (Jeonbuk Hyundai Motors) - Mu Kanazaki (Kashima Antlers) - Silvio Romero (América) - Yasushi Endo (Kashima Antlers) | 1 gol (10) - Alejandro Guerra (Atlético Nacional) - Kim Dae-wook (Auckland City) - Kim Shin-wook (Jeonbuk Hyundai Motors) - Lee Jong-ho (Jeonbuk Hyundai Motors) - Michael Arroyo (América) - Oribe Peralta (América) - Percy Tau (Mamelodi Sundowns) - Shoma Doi (Kashima Antlers) - Shuhei Akasaki (Kashima Antlers) - Yuma Suzuki (Kashima Antlers) Gols contra (2) - Miguel Samudio (América, para o Atlético Nacional) - Ricardo Nascimento (Mamelodi Sundowns, para o Jeonbuk Hyundai Motors) |

### Homem do Jogo
- Kashima Antlers–Auckland City:  Ryōta Nagaki
- Jeonbuk Hyundai–América:  Silvio Romero
- Mamelodi Sundowns–Kashima Antlers:  Mu Kanazaki
- Jeonbuk Hyundai–Mamelodi Sundowns:  Lee Jae-sung
- Atlético Nacional–Kashima Antlers:  Hitoshi Sogahata
- América–Real Madrid:  Luka Modrić
- América–Atlético Nacional:  Orlando Berrío
- Real Madrid–Kashima Antlers:  Cristiano Ronaldo